# Benita Johnson
Benita Jaye Willis-Johnson (meisjesnaam: Benita Jaye Willis) (Mackay, 6 mei 1979) is een Australische langeafstandsloopster. Zij is de eerste Australische die ooit wereldkampioene werd bij het veldlopen. Zij nam viermaal deel aan de Olympische Spelen, maar veroverde hierbij geen medailles.

## Loopbaan
Haar eerste successen behaalde Benita Willis als hockeyster, waarin ze in haar jeugd zelfs tot internationaal niveau reikte. Na haar overstap naar de atletiek behaalde ze haar eerste successen op de baan. Daar liep ze de huidige Oceanische records op de 3000 m (2003, 8.38,06), 5000 m (2002, 14.47,60) en de 10.000 m (2003, 30.37,67).
Naast haar overwinning op de wereldkampioenschappen veldlopen in 2004 was Benita Johnson succesvol op de halve marathon: ze werd derde op het WK in 2003 en won de Great North Run in 2004 in 1:07.55. In datzelfde jaar maakte ze ook haar marathondebuut op de New York City Marathon. Ze werd veertiende in 2:38.03.
In 2005 behaalde Johnson op de marathon van Londen een zesde plaats in 2:26.32. In 2006 liep ze een Oceanisch record op de 10 km van 31.17 en verbeterde het achttien jaar oude Oceanische marathonrecord van Lisa Martin-Ondieki naar 2:22.36 door derde te worden op de Chicago Marathon. In 2007 won ze de halve marathon van Berlijn in 1:08.28. Op de Olympische Spelen van 2008 in Peking behaalde ze op de marathon een 21e plaats in 2:32.06.
In 2010 deed ze mee aan de wereldkampioenschappen veldlopen, waar ze zeventiende werd en zeven jaar na haar vorige deelname nam ze weer deel aan de wereldkampioenschappen halve marathon, waar ze 26e werd in 1:14.28. Bij de Olympische Spelen van 2012 in Londen nam ze deel aan de olympische marathon. 
Benita Willis is sinds 2 februari 2002 getrouwd met Cameron Johnson.

## Titels
- Wereldkampioene veldlopen - 2004
- Australisch kampioene 5000 m - 2003, 2005, 2007
- Australisch kampioene 10.000 m - 2004, 2006

## Persoonlijke records
Baan
| Onderdeel   | Prestatie | Datum            | Plaats    |
| ----------- | --------- | ---------------- | --------- |
| 800 m       | 2.05,40   | 2000             |           |
| 1500 m      | 4.07,05   | 2 maart 2000     | Melbourne |
| 1 Eng. mijl | 4.32,61   | 18 februari 2006 | Melbourne |
| 2000 m      | 5.37,71   | 12 juni 2003     | Ostrava   |
| 3000 m      | 8.38,06   | 13 juli 2003     | Gateshead |
| 5000 m      | 14.47,60  | 6 september 2002 | Berlijn   |
| 10.000 m    | 30.37,68  | 23 augustus 2003 | Parijs    |

Weg
| Onderdeel      | Prestatie | Datum            | Plaats     |
| -------------- | --------- | ---------------- | ---------- |
| 5 km           | 14.59     | 1 september 2002 | Londen     |
| 8 km           | 25.50     | 30 maart 2002    | Balmoral   |
| 5 Eng. mijl    | 25.55     | 30 maart 2002    | Balmoral   |
| 10 km          | 31.17     | 21 mei 2006      | Manchester |
| halve marathon | 1:08.28   | 1 april 2007     | Berlijn    |
| 25 km          | 1:23.25   | 22 oktober 2006  | Chicago    |
| 30 km          | 1:40.12   | 22 oktober 2006  | Chicago    |
| marathon       | 2:22.36   | 22 oktober 2006  | Chicago    |

Indoor
| Onderdeel | Prestatie | Datum         | Plaats   |
| --------- | --------- | ------------- | -------- |
| 3000 m    | 8.42,75   | 10 maart 2001 | Lissabon |

## Palmares

### 1500 m
- 1998: 7e WJK - 4:16.75
- 2000:  Australische kamp. - 4.11,27
- 2002:  Australische kamp. - 4.15,83

### 3000 m
- 2001: 6e WK indoor - 8.42,75
- 2001: 8e Grand Prix Finale - 9.33,31
- 2003: 7e WK indoor - 8.51,62

### 5000 m
Kampioenschappen
- 2000: 6e in serie OS - 15.21,37
- 2001: 12e WK - 15.36,75
- 2002:  Australische kamp. - 15.35,73
- 2002: 6e Gemenebestspelen - 15.26,55
- 2002: 4e Wereldbeker - 15.20,83
- 2003:  Australische kamp. - 15.21,55
- 2003: 6e Wereldatletiekfinale - 15.11,69
- 2005:  Australische kamp. - 15.46,53
- 2007:  Australische kamp. - 15.36,45

Golden League-podiumplek
- 2002:  ISTAF – 14.47,60

### 10.000 m
- 2004:  Australische kamp. - 31.49,97
- 2004: 24e OS - 32.32,01
- 2006:  Australische kamp. - 32.33,09
- 2009: 9e Australische kamp. - 33.58,69

### 15 km
- 2010: 5e Zevenheuvelenloop - 51.53

### 10 Eng. mijl
- 2004:  Great South Run - 52.32

### halve marathon
- 2003:  WK in Vilamoura - 1:09.26
- 2006:  halve marathon van New York - 1:09.43
- 2010: 26e WK in Nanning - 1:14.28

### marathon
- 2004: 14e New York City Marathon - 2:38.03
- 2005: 6e marathon van Londen - 2:26.32
- 2006:  Chicago Marathon - 2:22.36
- 2007: 7e marathon van Londen - 2:29.47
- 2007: 5e Chicago Marathon - 2:38.30
- 2008: 21e OS - 2:32.06
- 2012:  marathon van Houston - 2:28.23
- 2012: 99e OS - 2:49.38

### veldlopen
- 2001: 6e WK korte afstand - 15.06
- 2002: 4e WK korte afstand - 13.42
- 2003: 5e WK korte afstand - 12.48
- 2004:  WK lange afstand - 27.17
- 2005: 7e WK lange afstand - 26.55
- 2006: 4e WK korte afstand - 12.55
- 2006: 4e WK lange afstand - 25.43
- 2008: 11e WK - 25.56
- 2010: 17e WK - 25.56

### overige afstanden
- 2009:  4 Mijl van Groningen - 20.38